# Norway (Michigan)
Norway is een plaats (city) in de Amerikaanse staat Michigan, en valt bestuurlijk gezien onder Dickinson County.

## Demografie
Bij de volkstelling in 2000 werd het aantal inwoners vastgesteld op 2959.
In 2006 is het aantal inwoners door het United States Census Bureau geschat op 2902, een daling van 57 (-1.9%).

## Geografie
Volgens het United States Census Bureau beslaat de plaats een oppervlakte van
22,9 km², waarvan 22,8 km² land en 0,1 km² water. Norway ligt op ongeveer 290 m boven zeeniveau.

## Plaatsen in de nabije omgeving
De onderstaande figuur toont nabijgelegen plaatsen in een straal van 32 km rond Norway.